# An American Girl: Isabelle Dances Into the Spotlight
An American Girl: Isabelle Dances Into the Spotlight (bra: American Girl - Dançando Sob As Luzes) é um filme de 2014 e oitavo filme da franquia American Girl, estrelado por Erin Pitt como Isabelle Palmer, junto com Melora Hardin, Grace Davidson, Devyn Nekoda e Genneya Walton. O roteiro foi escrito por Jessica O'Toole e Amy Rardin. O filme foi dirigido por Vince Marcello. Foi lançado diretamente em vídeo em 22 de julho de 2014, antes de ser transmitido no Disney Channel em 9 de agosto de 2014.
O filme conta a história de Isabelle Palmer, uma jovem bailarina de 9 anos e aspirante a designer de moda de Washington, DC, enquanto estuda em uma prestigiada escola de artes cênicas com sua irmã mais velha Jade e sua melhor amiga Luisa. O filme foi filmado em Toronto, Ontário, Canadá.

## Elenco
- Erin Pitt como Isabelle Palmer, a protagonista do filme de 9 anos que adora dançar mesmo tendo dificuldades. Além de dançar, ela adora costurar.
- Grace Davidson como Jade Palmer, a irmã mais velha de Isabelle, que tem 12 anos. Ela leva a dança muito a sério e é uma das melhores dançarinas de sua escola.
- Genneya Walton como Renata, uma garota rica e mimada que intimida Isabelle. Ela sente que seus pais não dão muita atenção a ela.
- Devyn Nekoda como Luisa, a melhor amiga de Isabelle que gosta muito de dança. Ela odeia quando Renata ou qualquer outra pessoa é rude com Isabelle.
- Melora Hardin como Nancy Palmer, a mãe de Isabelle que é artista têxtil.
- Tanya Howard, como Jacqueline "Jackie" Sanchez, uma famosa bailarina que Isabelle e Jade admiram..
- Daniel Fathers como Sr. Kosloff, o diretor de dança que é muito rigoroso quando se trata de balé. Ele também estudou na escola de balé quando era mais jovem.
- Jake Simons como Leonardo "Leo" Palmer, o pai de Isabelle que também toca bateria em uma banda. Sua banda é composta por ele, tio Davi (pai de Luisa), e alguns outros.
- Alyssa Trask como Emma, amiga de Renata que também intimida Isabelle. Ela não tem muito diálogo ao longo do filme.
- Saara Chaudry como Chloe, uma garota em uma cadeira de rodas que admira Isabelle. Depois de assistir Isabelle no Halloween Benefit, ela pediu um autógrafo.

## Lançamento
O filme direto para DVD foi lançado em DVD e Blu-ray em 22 de julho de 2014, e foi ao ar no Disney Channel em 9 de agosto de 2014.